# Gilbert Chapron
Gilbert Chapron (Blois, 7 ottobre 1933 – Blois, 5 settembre 2016) è stato un pugile francese.

## Palmarès
- Giochi olimpici

Melbourne 1956: bronzo nei pesi medi.